# Plegómeros

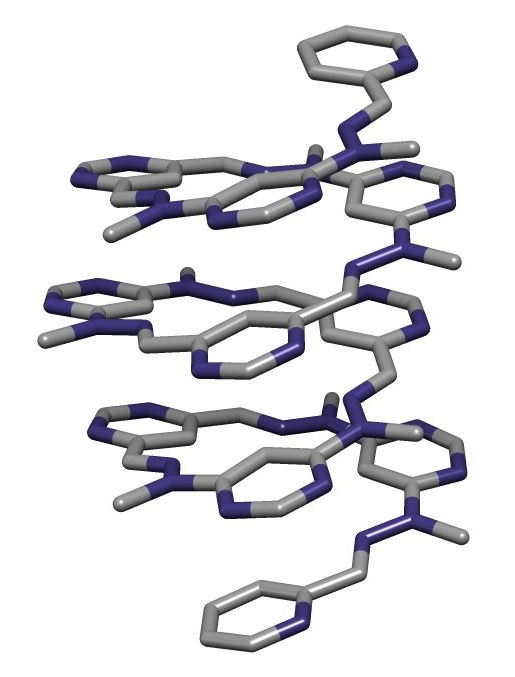
Estructura cristalina de un Plegómero

Plegómero o Tiligómero (del inglés foldamer o tyligomer, y éste del griego Tyligos = plegar) es aquel polímero que presenta una fuerte tendencia a adoptar una conformación compacta específica. También se emplea para designar a aquellos oligómeros que en solución posean una estructura secundaria preferente bien definida.